# Свети Атанасий (Селци)
Вижте пояснителната страница за други значения на Свети Атанасий.
„Свети Атанасий Велики“ (на македонска литературна норма: „Свети Атанасиј Велики“) е възрожденска църква в стружкото село Селци, Северна Македония. Църквата е част от Стружкото архиерейско наместничество на Дебърско-Кичевската епархия на Македонската православна църква – Охридска архиепископия. Църквата е изградена в XIX век.
Иконите за иконостаса за изработени на няколко пъти в периода 1849 – 1853 г. от видния дебърски майстор Дичо Зограф.
Църквата пострадва от вълната грабежи на икони в Западна Македония в началото на XXI век. През 2014 година 5 ценни икони от църквата са открити у колекционер в Албания – „Свети Георги“ и „Възнесение на Пророк Илия“ от Дичо Зограф, „Жертвата на Пророк Илия“ и „Бягството на Лот със своите дъщери“ от сина му Аврам Дичов и нерегистрирана икона на Архангел Михаил, която първоначално стояла на владишкия трон под иконата на Христос Велик Архиерей.